# Hippety Hopper
Hippety Hopper è un personaggio che appare in alcuni episodi della celebre serie Looney Tunes.
È un cucciolo di canguro scappato da una cassa proveniente dall'Australia. Quando incontra Silvestro e Silvestrino, questi ultimi credono che lui sia un topo gigante.
Hippety Hopper è incapace di parlare, forse perché muto o ancora troppo piccolo per proferire parole, e si comporta in maniera impassibile di fronte alle sfide di Silvestro, suo acerrimo nemico, accettando comunque di battersi contro di lui. Ha un carattere allegro, spensierato e noncurante.
Compare per la prima volta (insieme a Silvestrino) nel cortometraggio del 1950 Pop 'im Pop!, diretto da Robert McKimson. Qui è il figlio di Crassie, una femmina di canguro addestrata in un circo come combattente; al momento dell'esibizione della madre Hippety Hopper, rimasto solo e incuriosito, indossa una coppia di guanti di pugile e saltella libero per le strade, imbattendosi in Silvestro e Silvestrino, che lo scambiano per un topo gigante. Silvestro, costretto ad affrontarlo per rendere orgoglioso il figlio, ha uno scontro in cui non riesce mai a sopraffare l'avversario, venendo sempre sconfitto e umiliato. Alla fine, dato che Silvestro si è armato di accetta per sopprimerlo (e vendicarsi delle figuracce subite), Hippety Hopper saltella (apparentemente calmo, in quanto aveva la solita espressione tranquilla) dalla madre, salvandosi alla grande.